# Oliver Upmann
Oliver Upmann (* 23. Juni 1988 in Ibbenbüren) ist ein deutscher Judoka im Parajudo. Seine größten Erfolge waren EM-Bronze 2011, bei den Paralympischen Spielen 2017 in London der 5. Platz und 2021 in Tokio der 4. Platz.

## Leben
Oliver Upmann begann im Alter von 6 Jahren mit dem Judo bei Stella Bevergern. Nach dem Abitur 2009 zog er nach Mannheim. Dort startete Oliver Upmann das Training mit den Bundestrainern Stefan Saueressig und Carmen Bruckmann. Er kämpft in der Gewichtsklasse bis 100 kg.
Upmann studierte von 2009 bis 2013 Finanzdienstleistungen und Corporate Finance (Bachelor) an der Fachhochschule Ludwigshafen. Im Anschluss daran nahm Oliver Upmann das Anschlussstudium Finance and Accounting an der Hochschule für Wirtschaft und Gesellschaft Ludwigshafen auf. Er beendete Sein Masterstudium im 2016 als Master of Arts. Seit 2017 arbeitet Oliver Upmann beim Verkehrsverbund Rhein-Neckar.

## Größte Erfolge
- 2009: 7. Platz Europameisterschaften
- 2010: 5. Platz Weltmeisterschaften
- 2011: 7. Platz Weltmeisterschaften
- 2011: 3. Platz Europameisterschaften
- 2013: 7. Platz Europameisterschaften
- 2014: 7. Platz Weltmeisterschaften
- 2015: 7. Platz Europameisterschaften
- 2017: 3. Platz Europameisterschaften
- 2018: 7. Platz Weltmeisterschaften
- 2019: 3. Platz Grand Prix
- 2019: 5. Platz IBSA Qualifier
- 2020: 5. Platz Grand Prix
- 2020: 3. Platz Grand Prix

Paralympische Spiele
- 2012 (London): 5. Platz
- 2016 (Rio de Janeiro): Teilnahme
- 2021 (Tokyo 202One): 4. Platz